# Новая партия
Но́вая па́ртия (англ. New Party) — политическая партия в Великобритании в 1931—1932 годах, основанная членом второго лейбористского правительства Освальдом Мосли, который вышел из правительства после того, как его проекты по решению проблемы безработицы не получили поддержки у лейбористского руководства. 

## История
Новая партия (НП) появилась на политической арене Великобритании в разгар мирового экономического кризиса весной 1931 года. Её основателем и главным руководителем был английский аристократ, баронет Освальд Мосли, который в 1929—1931 годы входил в состав второго лейбористского правительства, занимая пост младшего министра. В мае 1930 году он вышел из правительства после того, как конференция Лейбористской партии 1930 года с небольшим перевесом отклонила его «Манифест Мосли», документ, который он написал, излагая, как он будет решать проблему безработицы. В начале 1931 года он покинул и Лейбористскую партию.
1 марта 1931 года Мосли объявил о создании Новой партии, что отразило его разочарование не только в Лейбористской партии, но и во всей партийно-политической системе, существовавшей в это время в стране. В марте этого года Мосли издал брошюру, озаглавленную «Национальная политика». Она стала основной работой, в которой была изложена позиция руководства Новой партии по различным вопросам. На страницах этого издания Мосли утверждал, что в условиях кризиса вся система власти и традиционные партии не в состоянии изменить ситуацию к лучшему. «Мы полагаем, — писал Мосли, — что механизм парламента и правительства нуждаются в изменении для того, чтобы осуществлять эффективные действия». Мосли считал необходимым усилить исполнительную власть, наделив небольшой правительственный кабинет, состоящий из 5-6 министров без портфеля, практически неограниченными полномочиями. Это предложение ясно свидетельствовало о том, что основатель НП пытался использовать опыт управления страной в конце Первой мировой войны. Тогда Дэвид Ллойд Джордж, являвшийся премьер-министром Великобритании, сформировал военный кабинет из пяти человек, которые и определяли всю политику страны. В воспоминаниях Мосли прямо признавал, что при разработке системы управления страной он ориентировался на практику военного времени.
Одновременно с созданием небольшого кабинета Мосли планировал уменьшить контроль над исполнительной властью со стороны парламента, а функции последнего существенно сократить. Лидер Новой партии считал, что необходимо превратить парламент из «рая обструкционистов», каким он представлялся Мосли, в орган власти, выражающий истинные национальные интересы.
В экономической сфере Мосли отстаивал идею планирования и активного государственного регулирования экономики страны. Для осуществления этой политики должны были быть созданы специальные органы — Совет национального планирования и Национальная инвестиционная палата. Предполагалось проводить широкую программу общественных работ, уменьшить налоги, распределить земли среди желающих стать фермерами, гарантировать последним рынки сбыта и устойчивые цены. Мосли обещал ввести протекционистские пошлины для защиты ряда отраслей британской промышленности от внешней конкуренции. Проекты Мосли отразили стремление существенно ограничить демократию, усилить исполнительную власть, а также, используя популистские обещания, завоевать доверие широких слоёв населения страны.
Новая партия не стала массовым политическим объединением, но Мосли удалось привлечь в её ряды некоторых представителей ведущих партий страны, которые были неудовлетворены действиями политического истеблишмента Британии в обстановке кризиса. В Новую партию вступило несколько лейбористов — Оливер Болдуин, Роберт Форган, Джон Стрейчи, а также консерватор У. Е. Д. Аллен — богатый владелец фирмы по производству плакатов. Они составили ядро Новой партии, но ведущую роль в деятельности организации играл О. Мосли. Членами Новой партии стали выходцы из Независимой рабочей партии — А. Янг, У. ДЖ. Липпер, Л. Дж. Каммингс, У. Риздон. Были в НП и бывшие сторонники Либеральной партии Великобритании — Дж. У. Пратт, майор Даджеон и другие.
В Новой партии был сформирован совет, который отвечал за политику всей организации. В него входили Мосли, Стречи, Форган, а также Аллен Янг и Гарольд Никольсон. Последний был главным редактором выходившей с октября по декабрь 1930 г. еженедельной газеты НП — «Экшн». Директором пропаганды являлся Сирил Джод. Форган выступал в роли парламентского организатора (т. н. «хлыста») в палате общин, где было представлено четыре парламентария от Новой партии — О. Мосли, Р. Форган, Дж. Стречи и У. Е. Д. Аллен.
Первой пробой сил Новой партии стало её участие в дополнительных выборах в парламент, которые состоялись в конце апреля 1931 года. Руководством партии был выбран избирательный округ в небольшом городе Аштон-андер-Лайн в графстве Ланкашир на северо-западе Англии. В этом городе в начале 30-х годов 46 % застрахованных рабочих были безработными. Основатель НП предполагал, что местные избиратели поддержат кандидата от партии, чей лидер, являясь членом правительства, активно выступал за принятие решительных мер по борьбе с безработицей. Кандидатом от Новой партии на выборах был Аллен Янг, его избирательной кампанией руководил Дж. Стречи. Лидерами Новой партии были организованы многочисленные предвыборные митинги, на которых в поддержку Янга выступали Мосли, его жена Цинция, Стречи, Аллен. Они пропагандировали программу НП, пытались популяризовать идею реформирования политической и экономической системы в стране, ратовали за энергичную борьбу с безработицей. Несмотря на активную предвыборную агитацию, А. Янг не смог победить, но его участие вызвало раскол среди сторонников Лейбористской партии. За представителя этой партии проголосовало 11005 избирателей, за Янга — 4472. В результате в Эштон-андер-Лайн, традиционно считавшимся лейбористским избирательным округом, победил консерватор, набравший 12420 голосов. После оглашения результатов выборов собравшаяся около городского зала толпа сторонников Лейбористской партии была готова, по свидетельству очевидца, повесить Мосли и Янга. В их адрес звучали угрозы и выкрики: «Иуды!», «Предатели!».
После дополнительных выборов представители НП все чаще стали сталкиваться на своих митингах с враждебным отношением аудитории, порой происходили беспорядки, срывались выступления руководителей Новой партии. В подобной обстановке, а также в условиях, когда НП в ходе агитационно-пропагандистской деятельности не могла добиться заметной поддержки своей политики, Мосли приступил в конце мая 1931 г. к созданию молодёжных подразделений. Их объявленной целью было сохранение порядка на митингах с использованием, по словам Мосли, «старого, доброго, английского кулака». Для тренировок членов молодёжных подразделений были организованы спортивные клубы, которые частично финансировал автомобильный магнат Уильям Моррис. С течением времени молодёжные подразделения всё более стали приобретать черты штурмовых отрядов, а Новая партия все чаще начала использовать насилие в своей политической практике. Подобный уклон в деятельности НП вызвал неприятие ряда её ведущих членов, и в конце июля 1931 года Джон Стречи и Аллен Янг вышли из состава Новой партии, вскоре их примеру последовал и Сирил Джод.
В конце лета 1931 г. в Лейбористской партии произошёл раскол, вызванный разногласиями по вопросу о путях преодоления кризиса. В результате этого второе лейбористское правительство было вынуждено уйти в отставку, и в конце августа к власти пришло так называемое Национальное правительство. На 27 октября 1931 г. были назначены всеобщие выборы, в которых наравне с другими политическим объединениями приняла участие и Новая партия.

7 октября лидеры НП издали предвыборный манифест, который основывался на предложениях, высказанных в брошюре «Национальная политика». В манифесте руководство партии предлагало провести парламентскую реформу, расширить полномочия правительства, а также ввести протекционистские пошлины и создать Национальный совет по планированию. Кроме этого, лидеры НП призывали всячески поддерживать и развивать экономическое сотрудничество с в рамках империи. Для участия в выборах было выдвинуто 24 кандидата, среди которых были ведущие члены НП, включая Мосли, Форгана, Пратта, майора Даджеона и других. Избирательные округа, в которых представители от НП боролись за места в парламент, находились в Лондоне, Шотландии, Уэльсе, центральной и северной Англии. Несмотря на активную избирательную кампанию, выборы 1931 года закончились для Новой партии полным провалом, ни один из её кандидатов не прошёл в палату общин. 22 из 24 претендентов от НП не смогли собрать и 1/8 голосов избирателей, что привело к потере денежных залогов этих участников выборов. За всех кандидатов от Новой партии проголосовало 36777 избирателей, при этом Мосли, занявший в своем избирательном округе третье место, собрал 10534 голосов. Это поражение привело к окончательному разочарованию Освальда Мосли в существовавшей в стране политической системе и подтолкнуло его к более пристальному изучению опыта функционирования фашистских режимов. В начале января 1932 г. основатель Новой партии в сопровождении нескольких приближенных, включая Г. Никольсона, совершил поездку в фашистскую Италию с целью изучения непарламентской системы управления. В Риме Мосли имел возможность встретиться с Муссолини и генеральным секретарем фашистской партии Стараче. После визита в Италию Мосли окончательно утвердился в мысли о необходимости формирования в Великобритании фашистского объединения под его руководством. Лидер Новой партии полагал, что страна находится в состоянии глубокого кризиса, из которого её можно вывести только с использованием методов, продемонстрированных в фашистской Италии. В апреле 1932 года Мосли распустил Новую партию, но были сохранены молодёжные подразделения. Они впоследствии составили основу созданного Мосли осенью этого же 1932 года Британского союза фашистов, который стал самой известной праворадикальной организацией в Великобритании в 30-е годы.
1. ↑  Mosley O. A National Policy. L., 1931. P. 6.
2. ↑  Mosley O. My Life. L., 1970. P. 264
3. ↑  Mosley O. My Life. L., 1970. P. 47
4. ↑  Mandle W.F. The New Party // Historical Studies. Australia and New Zealand. Oct. 1966. Vol. XII. N 47. P. 347.
5. ↑  Thomas H. John Strachey. L., 1967. P. 161
6. ↑  Mandle W.F. The New Party // Historical Studies. Australia and New Zealand. Oct. 1966. Vol. XII. N 47. P.348
7. ↑  Benewick R. The Fascist Movement in Britain. L., 1972. P. 81